# 土屋正敬
土屋 正敬（つちや まさたか、生年不詳 - 正徳2年6月13日（1712年7月16日））は、江戸幕府の旗本。通称は三郎兵衛、市之丞。甲斐庄正述の二男。土屋勝正の養子となった。母は徳川忠長の家臣・大河内金七郎の娘。子に正種（早世）、正慶、大森時長（大森勝長の養子）。室は伏見御香宮神社神職三木安清の娘。

## 生涯
土屋正敬は、正保3年（1646年）土屋家遺跡を継ぎ、承応3年（1654年）書院番となった。万治元年（1658年）、進物にかかる役につく。延宝2年（1674年）徒組頭となり、300俵加増された。同年、布衣を許される。天和元年（1681年）目付。同年、真田信利の改易の際、上野国沼田にいき、城請取役を勤める。天和2年（1682年）上野国邑楽郡、下野国梁田郡の2郡内に500石加増される。天和3年（1683年）駿府町奉行になり、蔵米300俵加増。元禄10年（1697年）持筒頭。同年蔵米を改め、相模国鎌倉郡、下野国芳賀郡2郡のうち800石を加増とされた。合わせて知行1710石余となる。元禄11年（1698年）盗賊追補のお役目につき、元禄12年（1699年）同役を辞する。宝永元年（1704年）槍奉行。正徳2年（1712年）6月11日同役を辞し、同年6月13日死去。